# Premier (Švýcarsko)
Premier je obec na západě Švýcarska v kantonu Vaud. Žije zde 214 obyvatel.

## Geografie

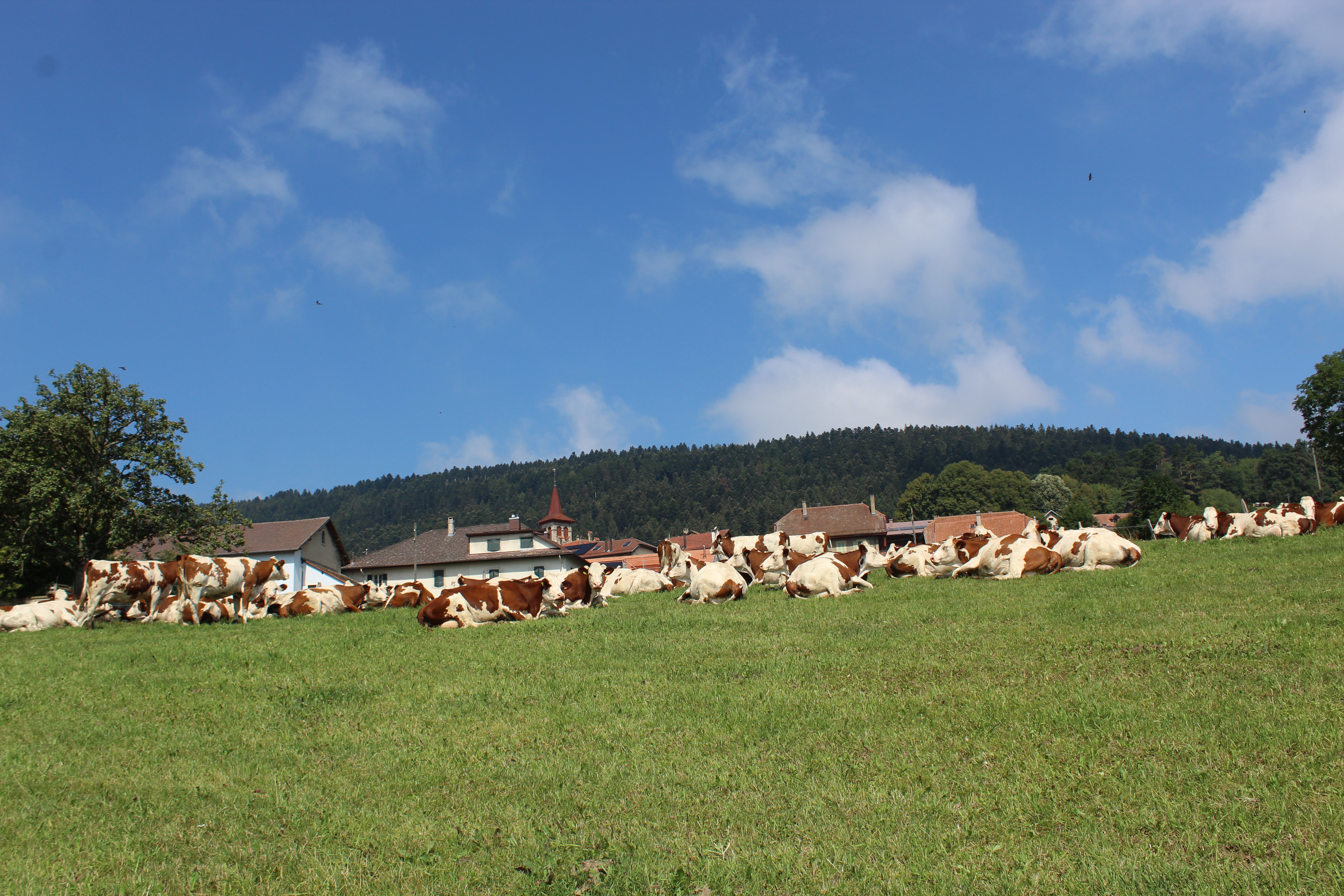
Celkový pohled

Premier leží v nadmořské výšce 869 m, vzdušnou čarou 17 km jihozápadně od okresního města Yverdon-les-Bains. Zemědělská obec se rozkládá na jižním svahu Jury, severně od údolí řeky Nozon, v panoramatické poloze vysoko nad rovinami středního Vaudu.
Území obce o rozloze 6,1 km² pokrývá část pohoří Vaudský Jura. Území obce se táhne od okraje lesa Bois de Forel směrem na západ přes louky Premier a Bois de Ban až k jurskému masivu, který tvoří severovýchodní pokračování Dent de Vaulion. Na severu hraničí s údolími Orbe a na jihu s údolím Nozon. Nejvyšší bod Premier se nachází v Sur Grati ve výšce 1170 m nad mořem. Zde se nacházejí rozsáhlé jurské vysokohorské pastviny s typickými mohutnými smrky, které zde stojí buď jednotlivě, nebo ve skupinách. V roce 1997 tvořila 3 % rozlohy obce zastavěná plocha, 49 % lesy a lesní porosty a 48 % zemědělství.
K Premier patří také několik samostatných osad. Sousedními obcemi jsou Vallorbe na severozápadě, Vaulion na jihovýchodě, Romainmôtier-Envy na jihu, Bretonnières na východě a Les Clées na severu.

## Historie

Letecký pohled (1964)

První písemná zmínka o obci pochází z roku 1316 pod jménem Premyer, v listinách se objevuje i jméno Prumier. Od středověku patřil Premier k panství Romainmôtier. Vesnice Lanffrey pod obcí, na půli cesty k Romainmôtier, byla v 15. století opuštěna. Po dobytí Vaudu Bernem v roce 1536 se Premier stal součástí kastelánství a panství Romainmôtier. Po pádu Staré konfederace patřila obec v letech 1798–1803 během helvétského období ke kantonu Léman, který byl poté po vstupu v platnost Ústavy o zprostředkování sloučen s kantonem Vaud. V roce 1798 byla přiřazena k okresu Orbe.

## Obyvatelstvo
Z celkového počtu obyvatel je 94,2 % francouzsky mluvících, 2,4 % anglicky mluvících a 1,9 % německy mluvících (k roku 2000). V roce 1850 žilo ve městě Premier celkem 292 obyvatel. Poté došlo k silnému odlivu obyvatel až do roku 1970 (138 obyvatel). Od té doby se počet obyvatel opět výrazně zvýšil.

## Hospodářství
Po dlouhou dobu se Premier vyznačoval především zemědělstvím. I dnes je zemědělství, chov dobytka a mlékárenství stále velmi důležité. Zejména v 19. století byla důležitým zdrojem obživy řemesla (kovářství, tkalcovství a zpracování dřeva), zatímco v 21. století poskytují místní drobní podnikatelé jen několik málo pracovních míst. Vzhledem k tomu, že se Premier v posledních desetiletích vyvinul v rezidenční obec, mnoho pracujících dojíždí za prací mimo obec.

## Doprava
Obec se nachází mimo hlavní dopravní tahy. Hlavní přístupová cesta vede z Romainmôtier-Envy. Premier je napojen na síť veřejné dopravy prostřednictvím linky Postbusu z Croy do Vaulionu.